# Hugh Joseph Addonizio
Hugh Joseph Addonizio (Newark, 31 gennaio 1914 – Red Bank, 2 febbraio 1981) è stato un politico statunitense di Newark. Politico italo-americano del partito democratico fu condannato al carcere per corruzione. Fu il 33º sindaco di Newark in New Jersey dal 1962 al 1970 e per 13 anni al Congresso degli Stati Uniti..

## Biografia
Nato a Newark, Addonizio frequentò la scuole superiore West Side High School e giocò con il ruolo di quarterback per la squadra di football americano della scuola Saint Benedict's Preparatory School. Addonizio si laurea alla Fordham University a New York nel 1939, frequentando con una borsa di studio atletica e andò a lavorare per A&C Clothing Company, lavorando per suo padre, dove divenne vice presidente nel 1946
Addonizio divenne sindaco dal 1962 al 1970, quando ha perso la sua rielezione. Un'indagine statale sulla sua amministrazione, iniziata dopo le Rivolte di Newark del 1967 che si sono verificate durante il suo mandato ha portato alla scoperta che lui e altri funzionari della città stavano prendendo tangenti dagli appaltatori della città.
Nel dicembre 1969, lui e nove funzionari attuali o ex dell'amministrazione comunale di Newark furono incriminati da una grande giurì federale, insieme ad altr 5 persone. Nel luglio 1970 l'ex sindaco e altri quattro imputati sono stati giudicati colpevoli da una giuria federale su 64 punti ciascuno uno di cospirazione e 63 di estorsione. Nel settembre 1970, Addonizio fu condannato a dieci anni di prigione federale e multato di 25.000 dollari. Il giudice del tribunale distrettuale George Herbert Barlow per il suo ruolo in un complotto che ha comportato l'estorsione di 1,5 milioni di dollari in tangenti, un crimine che il giudice ha dichiarato "una ferita al cuore della nostra società civile e della nostra forma di governo rappresentativo".
Addonizio alla sua morte nel 1981 fu sepolto nel cimitero Gate of Heaven Cemetery di East Hanover in New Jersey.